# Mehi River
Mehi River är ett vattendrag i Australien. Det ligger i delstaten New South Wales, i den sydöstra delen av landet, omkring 540 kilometer nordväst om delstatshuvudstaden Sydney.
Omgivningarna runt Mehi River är i huvudsak ett öppet busklandskap. Trakten runt Mehi River är nära nog obefolkad, med mindre än två invånare per kvadratkilometer. Genomsnittlig årsnederbörd är 466 millimeter. Den regnigaste månaden är februari, med i genomsnitt 90 mm nederbörd, och den torraste är oktober, med 6 mm nederbörd.